# August Facks
Frans August Facks, född den 26 augusti 1830 i Nederkalix socken, Norrbottens län, död den 26 juni 1912 i Stockholm, var en svensk sjömilitär.
Facks blev sekundlöjtnant vid flottan 1850 och deltog i korvetten Najadens sjöexpedition till Medelhavet 1852–1853. Han blev premiärlöjtnant 1858 och övergick som kapten till skärgårdsartilleriet 1866. Facks befordrades till kommendörkapten av andra graden vid flottan 1875, av första graden 1880. Han överflyttades på reservstat 1885 och beviljades avsked ur krigstjänsten 1888. Facks invaldes som ledamot av Örlogsmannasällskapet 1878 och av Krigsvetenskapsakademiens andra klass 1879. Han blev riddare av Svärdsorden 1875. Facks vilar på Galärvarvskyrkogården i Stockholm.